# コッパ・イタリア・セリエC
コッパ・イタリア・セリエC（Coppa Italia Serie C (イタリア語: Serie C Italian Cup)）は、イタリアで行われているサッカーのカップ戦。1972年創設。セリエC（3部相当）に所属しているクラブが参加する。

## 名称の変遷
1972-73～1980-81　コッパ・イタリア・セミプロフェッシオニスティ（Coppa Italia Semiprofessionisti）
1981-82～2007-08　コッパ・イタリア・セリエC
2008-09～2016-17　コッパ・イタリア・レガ・プロ（Coppa Italia Lega Pro）
2017-18～　　　　    コッパ・イタリア・セリエC

## 歴代優勝クラブ
- 1972-73 アレッサンドリア
- 1973-74 モンツァ
- 1974-75 モンツァ
- 1975-76 レッチェ
- 1976-77 レッコ
- 1977-78 ウディネーゼ
- 1978-79 シラクサ
- 1979-80 パドヴァ
- 1980-81 アレッツォ
- 1981-82 ヴィチェンツァ
- 1982-83 カッラレーゼ
- 1983-84 ファンフッラ
- 1984-85 カザラーノ
- 1985-86 ヴィレシット・ボッカレオーネ
- 1986-87 リヴォルノ
- 1987-88 モンツァ
- 1988-89 カリアリ
- 1989-90 ルッケーゼ
- 1990-91 モンツァ
- 1991-92 サンベネデッテーゼ
- 1992-93 パレルモ
- 1993-94 トリエスティーナ
- 1994-95 ヴァレーゼ
- 1995-96 エンポリ
- 1996-97 コモ
- 1997-98 アルツァーノ・ヴィレシット
- 1998-99 SPAL 1907
- 1999-2000 ピサ
- 2000-01 プラート
- 2001-02 アルビーノレッフェ
- 2002-03 ブリンディジ
- 2003-04 チェゼーナ
- 2004-05 スペツィア
- 2005-06 ガッリーポリ
- 2006-07 フォッジャ
- 2007-08 バッサーノ
- 2008-09 ソレント
- 2009-10 ルメッツァーネ
- 2010-11 ユーヴェ・スタビア
- 2011-12 スペツィア
- 2012-13 ラティーナ
- 2013-14 サレルニターナ
- 2014-15 コゼンツァ
- 2015-16 フォッジャ
- 2016-17 ヴェネツィア
- 2017-18 アレッサンドリア
- 2018-19 ヴィテルベーゼ・カストレンセ
- 2019-20 U-23ユヴェントスFC
- 2020-21 中止
- 2021-22 パドヴァ
- 2022-23 ヴィチェンツァ
- 2023-24 カターニア
- 2024-25 リミニ